# 116e régiment d'infanterie (France)
Pour les articles homonymes, voir 116e régiment.
Le 116e régiment d'infanterie (116e RI) est un régiment d'infanterie de l'Armée de terre française créé sous la Révolution à partir de la 116e demi-brigade de première formation.

## Chefs de corps
- 1808 : colonel Pierre-Michel Rouelle (*)
- 3 juillet 1811 : colonel Louis Loup Étienne Martin Bougault
- 7 février 1812 :

- ? -1905 : colonel E.N.G.E. Rousselet
- 1905-? : colonel J. L. Brière
- Mars 1918 : lieutenant-colonel Vincenti
- Septembre 1918 : colonel Louis-Gaston Zopff
- 1939 : lieutenant-colonel Lannier puis le commandant Quinquette le 17 mai 1940.

## Historique des garnisons, combats et batailles

### Guerres de la Révolution et de l'Empire

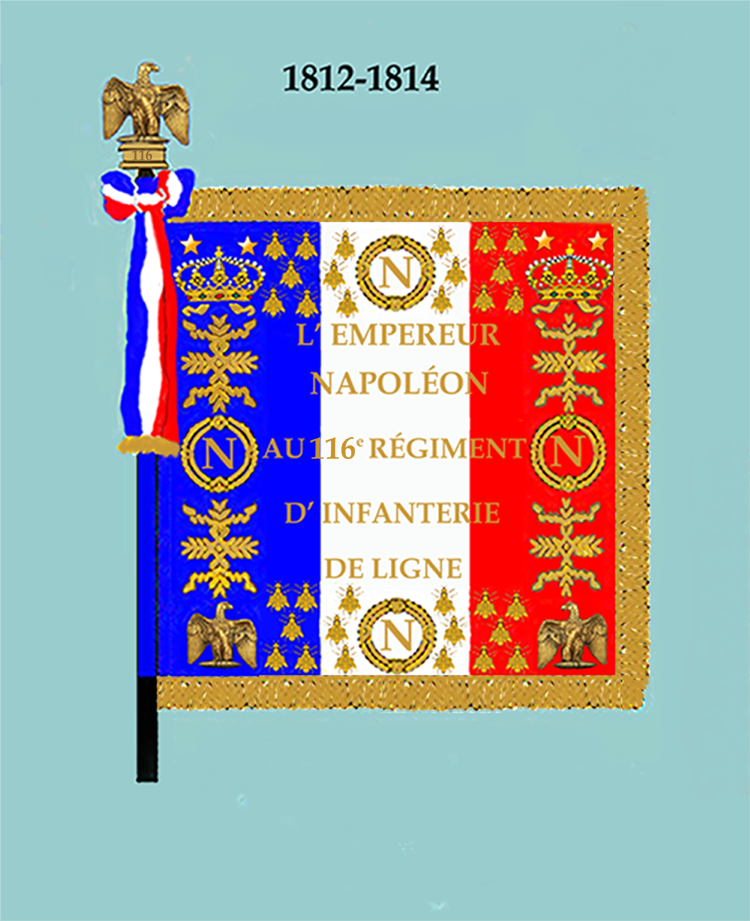
Drapeau modèle de 1812 (avers)
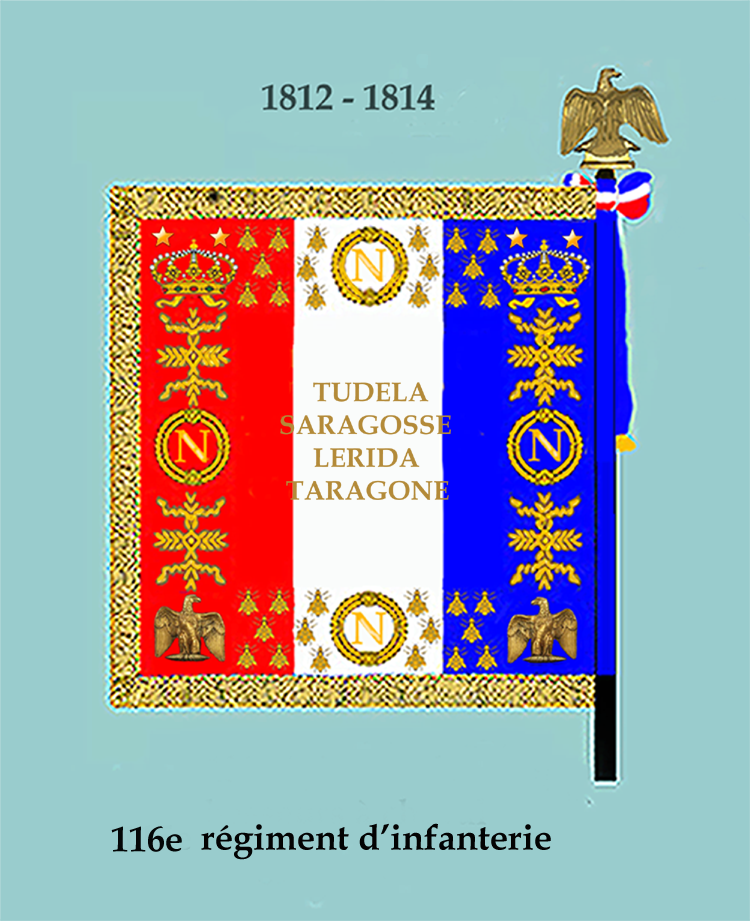
Drapeau modèle de 1812 (revers)

- 1814 : Guerre d'indépendance espagnole
  - 27 février : bataille d'Orthez
- 1814 : à la suite de la dissolution des troupes pyrénéennes, les hommes du 1er bataillon de chasseurs de montagne (lui-même issu en 1811 de la fusion des bataillons des Pyrénées-Orientales, de la Haute-Garonne et des Hautes-Pyrénées) sont versés au 116e régiment d'infanterie de ligne[1].

### Second Empire

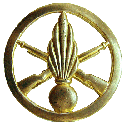
insigne de béret d'infanterie

- 1870-1871 Siège de Paris

### 1871 à 1914
Le régiment s'implante à Vannes en 1898. Il y restera jusqu'en 1914. Il y occupe la caserne de La Bourdonnaye et la caserne des Trente, aujourd'hui disparues.

### Première Guerre mondiale

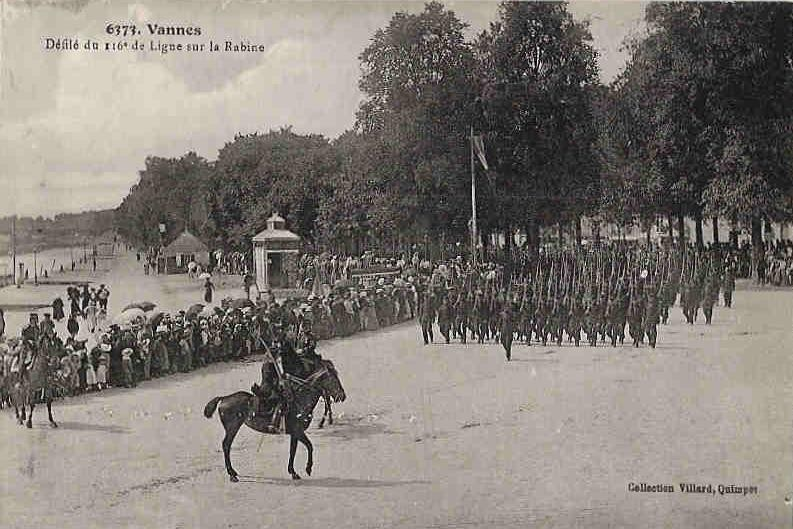
Défilé du à Vannes en 1914

Le 116e RI est formé à Vannes, Morlaix.
À la 43e brigade d'infanterie, 22e division d'infanterie, 11e corps d'armée.
À la 22e DI d'août 1914 à novembre 1917 puis à la 170e division d'infanterie jusqu'en novembre 1918.

#### 1914
- Ardennes française et belge
- Marne

#### 1915
- Somme

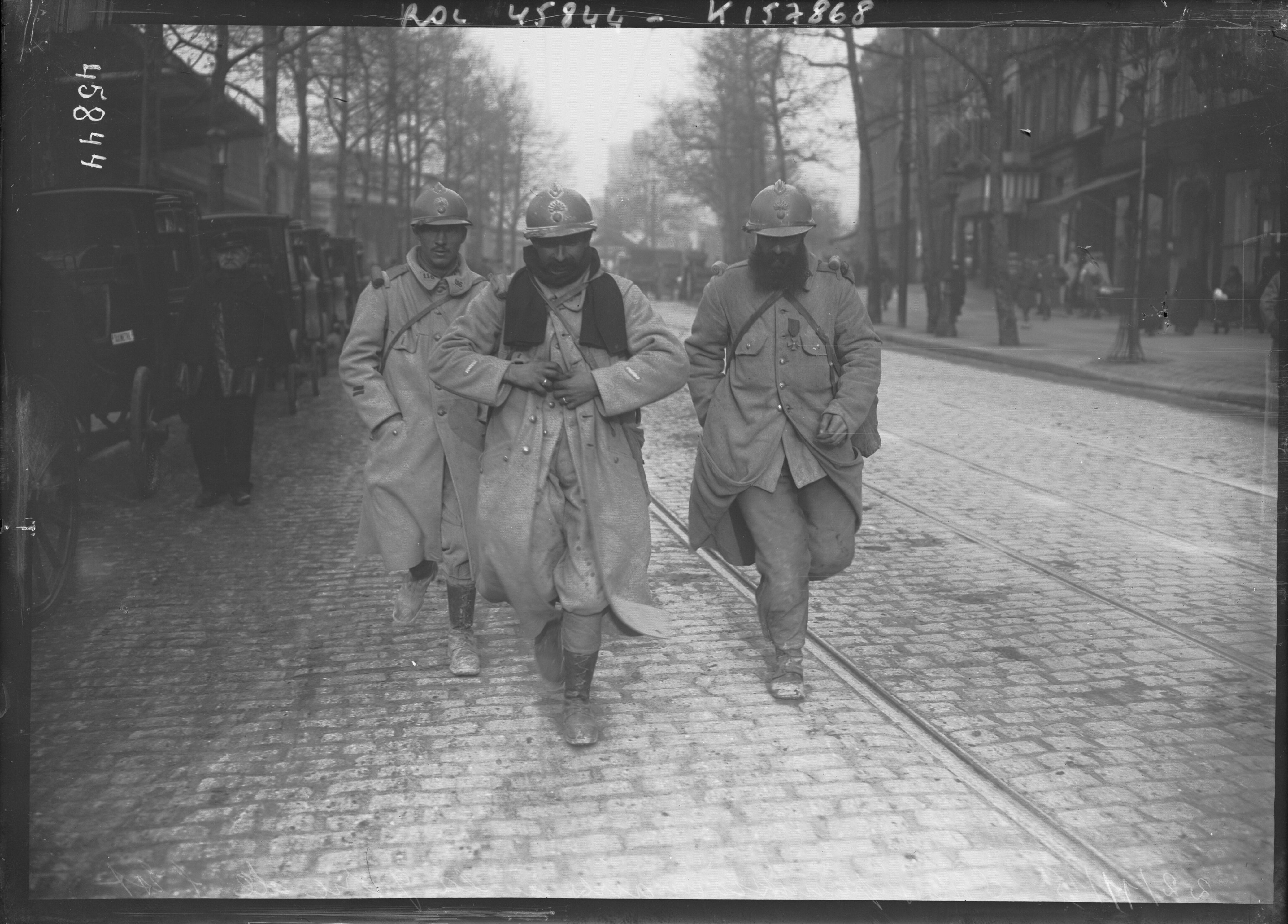
Permissionnaires gare de l'Est le 22 novembre 1915. Celui de gauche appartient au.

- 25 septembre-6 octobre : seconde bataille de Champagne

#### 1916
- Champagne
- Verdun
- Fort de Vaux
Liste des départements parcourus par le régiment à partir du 15 mai : Marne, puis Aisne, Marne, Haute-Marne et Meuse

#### 1917
- Aisne
- Secteur de la Malmaison
Liste des départements parcourus par le régiment jusqu'au 22 juin : Meuse puis Seine-et-Marne, Aisne, Oise, Aisne, Oise et Somme

#### 1918
- Vosges
- Marne

### Entre-deux-guerres
Le 65e régiment d'infanterie remplace à Vannes le 116e RI, qui a été dissous.

### Seconde Guerre mondiale

#### Drôle de guerre
Formé le 10 septembre 1939 sous les ordres du lieutenant-colonel Lannier.
Il appartient à la 22e division d'infanterie (XIe corps d'armée, 9e armée) qui est concernée par le plan Dyle dans lequel elle doit venir occuper la Meuse entre Vireux-Molhain et Hastière. Cette division comprend : les 18e, 19e, 62e et 116e régiments d’infanterie, le 24e GRDI, les 18e et 218e RAD. Elle est du type « Série A » donc formée de réservistes.
La 13e Compagnie de pionniers (divisionnaire) est rattachée au régiment.

#### Bataille de France
Le commandant Quinquette prend le commandement du régiment le 17 mai 1940.

### De 1945 à nos jours
En 1970, les traditions du 116e RI sont reprises par le centre mobilisateur no 116, implanté au Quartier Délestraint à Vannes. Il dépend de la 3e région militaire, 11e division. Sa mission, en cas de mobilisation, est d'assurer la montée en puissance de régiment de réserves, dont le 116e RI.
Le 116e régiment d'infanterie divisionnaire (116e RID) est reconstitué dans les années 70[Quand ?] au sein des forces du territoire, puis dissous une nouvelle fois dans les années 80[Quand ?].

## Drapeau
Il porte, cousues en lettres d'or dans ses plis, les inscriptions suivantes :
- Tudela 1808
- Saragosse 1809
- Lérida 1810
- Tarragone 1811
- Champagne 1915
- Verdun 1916
- L'Aisne 1918
- Somme-Py 1918

## Décorations
Sa cravate est décorée de la Croix de guerre 1914-1918 avec quatre citations à l'ordre de l'armée .
Il a le droit au port de la fourragère aux couleurs du ruban de la Médaille militaire.

## Insigne
L'insigne du 116e RI représente un écu argenté liseré de rouge, à fond bleu chargé de trois hermines. L'insigne existe en fabrication Delande (sans marque) et Balme.

## Personnalités ayant servi au116eRI
- Thomas Robert Bugeaud, alors capitaine
- Hubert Callier, baron de Saint-Apollin, alors grenadier au 116e de ligne en 1782
- François Théodore Curnier
- Maurice Humbert, architecte français qui érigea de nombreux immeubles et hôtels particuliers à Paris, lieutenant au 116e RI durant la Première Guerre mondiale et décédé des suites de ses blessures, dans son château, en 1918